# Cupido poseidonides
Cupido poseidonides är en fjärilsart som beskrevs av Otto Staudinger 1886. Cupido poseidonides ingår i släktet Cupido och familjen juvelvingar. Inga underarter finns listade i Catalogue of Life.